# Tramway d'Antalya
Le tramway d'Antalya est le réseau de tramways de la ville d'Antalya, en Turquie. Ouvert en 1999, les rames qui y circulent proviennent du réseau de Nuremberg.